# Maestro (1988)
Maestro ist ein belgisches Filmdrama von Gérard Corbiau aus dem Jahr 1988.

## Handlung
Um 1900: Opernsänger Joachim Dallayrac gibt nach einem Konzertabend in London überraschend seinen Rückzug von der Bühne bekannt. An dem Abend triumphiert sein großer Widersacher Prinz Scotti im Publikum; er war einst selbst Sänger, scheiterte im Gesangsduell gegen Joachim vor 20 Jahren jedoch und ruinierte dabei seine Singstimme. Seither sind beide Männer Feinde fürs Leben. Wenig später hat sich Joachim auf sein Landhaus zurückgezogen, wo er mit der 40-jährigen Estelle zusammenlebt, die ihn am Klavier begleitet. Kurze Zeit später kommt die 18-jährige Sophie Maurier auf dem Anwesen an. Es ist die Nichte von Joachims gutem Freund François, die Joachim in London vorsingen durfte. Ihre Stimme, die nahe an der Perfektion ist, brachte ihn dazu, sich fortan dem Unterrichten widmen zu wollen. Während die Welt rätselt, was ihn zum Rückzug von der Bühne bewogen haben könnte, beginnt Joachim, Sophie zu unterrichten. Estelle weiß, dass sich beide früher oder später ineinander verlieben werden, und es schmerzt sie, da sie selbst Joachim seit langem tief verehrt, die Vertrautheit zwischen beiden jedoch nie Liebe wurde.
Bei einem Treffen mit seinem Agenten Laumont sieht Joachim auf einem Markt den Rumtreiber Jean, der sich die Zeit mit Singen und Kleindiebstählen vertreibt. Joachim nimmt ihn spontan mit auf sein Anwesen, da er von seinem Talent überzeugt ist und weiß, dass aus Jean mit viel Üben ein erstklassiger Tenor werden wird. Die Zeit vergeht und aus Sophie und Jean werden sehr gute Sänger, wobei Jeans Fortschritte exemplarisch an Gustav Mahlers Von der Jugend („Mitten in dem kleinen Teiche / Steht ein Pavillon aus grünem / Und aus weißem Porzellan“ …) sichtbar werden. Sophie jedoch ist unglücklich, da sie sich in Joachim verliebt hat, er jedoch nur für seine Musik lebt. Zwar kommen sich beide während eines Regenschauers näher, doch zieht sich Joachim sofort zurück, da er weiß, dass entweder sie oder er in Kürze nicht mehr da sein werden.
Zu Joachims Geburtstag erscheint François auf dem Anwesen und bringt eine Einladung des Prinzen Scotti für Sophie und Jean mit. Beide sollen mit ihrem Lehrer an einem zweitägigen Gesangswettstreit auf Scottis Schloss teilnehmen. Weil Scotti einflussreich ist und sich für seine Schützlinge eine echte Chance ergibt, sagt Joachim zu, bringt Sophie und Jean jedoch nur zum Wettbewerb, um sofort allein wieder abzureisen. Sophie und Jean finden beieinander Trost und verbringen die Nacht zusammen. Scotti hat unterdessen erkannt, dass Jean eine identische Stimme wie sein langjähriger Protegé Arcas hat. Er lässt Arcas vor dem Wettbewerb vor Sophie und Jean singen und stürzt Jean so in Selbstzweifel. Auch Sophie beginnt angesichts der Konkurrenz, an ihrem Können zu zweifeln, auch wenn sie weiß, dass Scotti ihnen nur eine Falle stellen will. Auf seinem Anwesen stirbt Joachim unterdessen überraschend.
Sophie und Jean bereiten sich auf ihren Auftritt vor, da Sophie den Wettbewerb allein eröffnen soll, glaubt Scotti doch, dass Jean aufgegeben hat. Sie meistert ihren Auftritt mit Bravour, wobei sie den neben der Bühne stehenden Jean mit in ihrem Gesang einbezieht. Scotti erkennt, dass der Wettbewerb bereits zu Gunsten von Sophie entschieden ist, und fordert nun Jean und Arcas auf, in ein direktes Duell miteinander zu treten, da beide identische Stimmen haben. Um einen fairen Wettbewerb zu garantieren, verbergen sich beide Sänger unter Kostümen, die sie vollständig verdecken. Es ist Arcas, der einen hohen Ton mehrfach nicht erreicht, sodass Jean das Duell gewinnt. Scotti bietet ihm und auch Sophie die Zusammenarbeit an. In dem Moment erscheint François und teilt beiden den Tod von Joachim mit. Sie fahren zu seinem Anwesen und schauen zu, wie Joachims Leichnam über den See davongefahren wird. Estelle gibt zu, dass sie hofft, dass die kommende Zeit nun schnell vergeht.

## Produktion

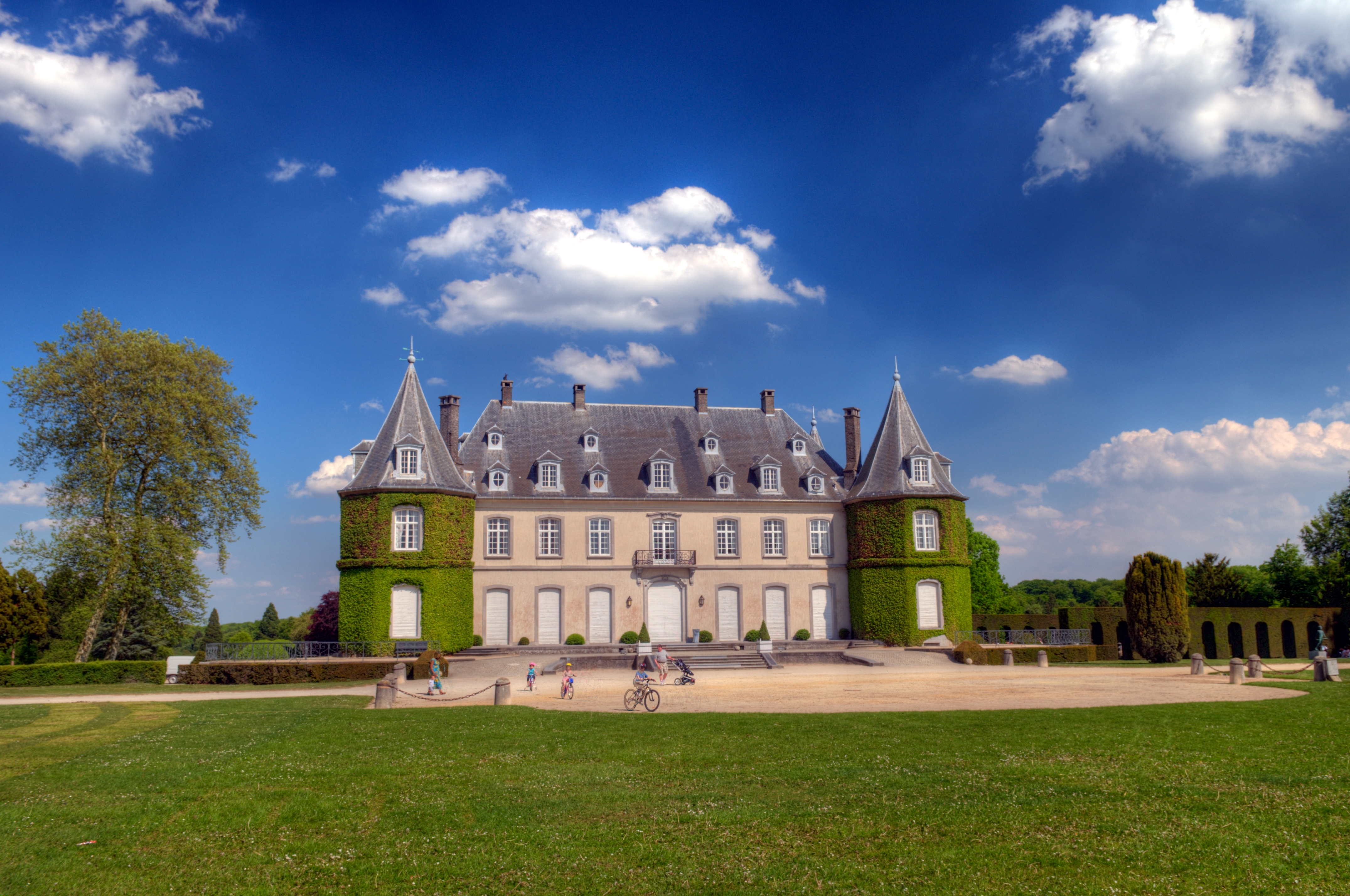
Château de La Hulpe, im Film Joachims Anwesen

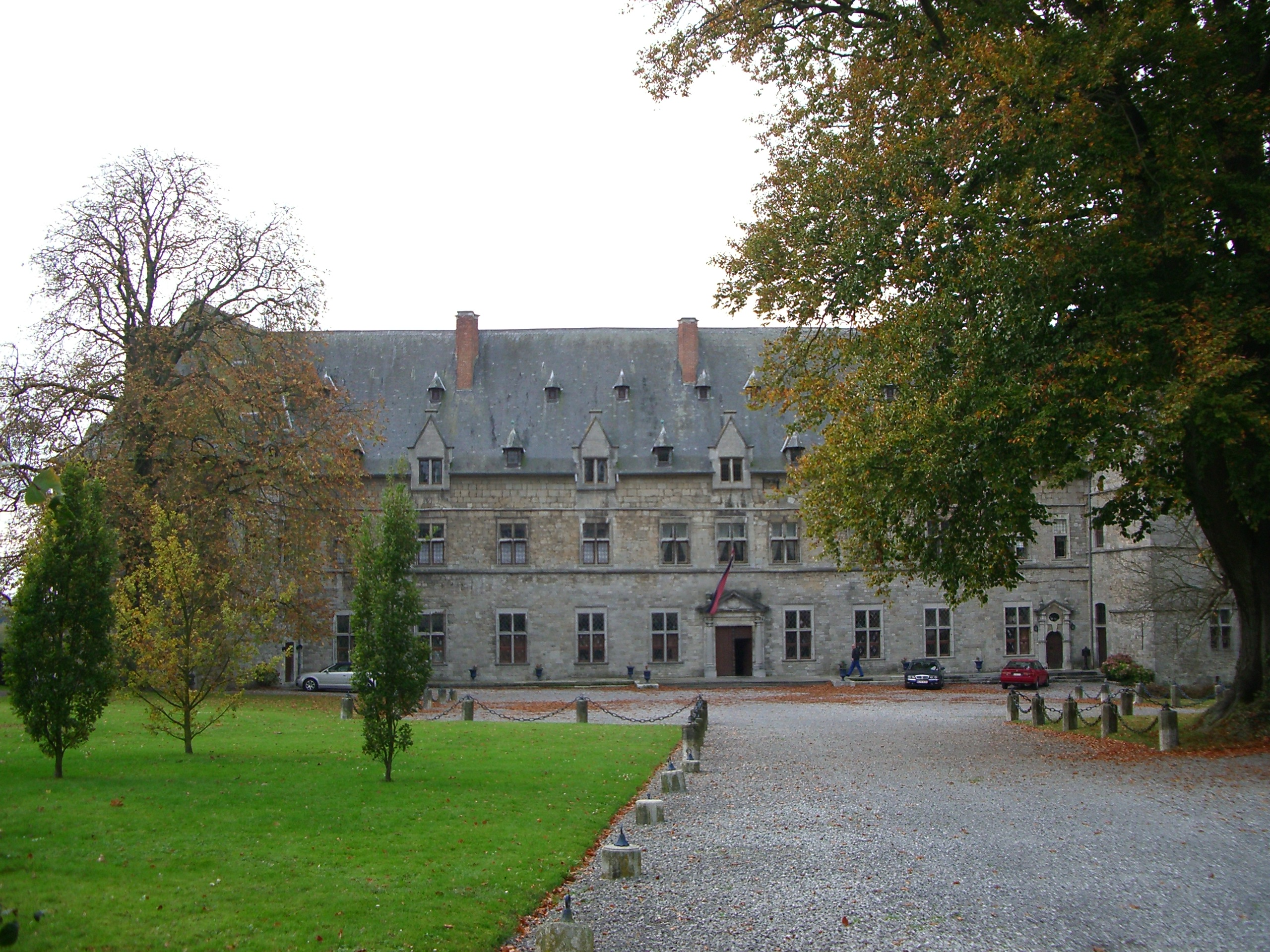
Château de Chimay, im Film Prinz Scottis Anwesen

Maestro war das Langfilmregiedebüt von Gérard Corbiau, der zuvor nur bei einem Dokumentarfilm als Regisseur gearbeitet hatte. Die Dreharbeiten fanden vor allem in und um das Château de La Hulpe in La Hulpe statt, das im Film das Anwesen Joachims darstellt. Das Anwesen von Prinz Scotti fand man im Château de Chimay in Chimay. Die Kostüme schuf Catherine Frognier, die Filmbauten stammten von Zouc Lanc.
Maestro wurde im Mai 1988 im Rahmen der Internationalen Filmfestspiele von Cannes uraufgeführt. In Deutschland kam der Film am 22. November 1990 in die Kinos und erschien 1994 unter dem Titel Maestro – Das Duell auch auf VHS.

## Musik
Im Film sind zahlreiche klassische Stücke zu hören, wobei Anne Roussels (Sophie) Gesang von Dinah Bryant sowie Philippe Volters (Jean) und Marc Schreibers (Arcas) Gesang von Jerome Pruett synchronisiert wurde. Opernsänger José van Dam sang seine Lieder selbst ein. Es spielt das Nouvel Orchestre Symphonique de la RTBF unter Ronald Zollman.
Zu hören sind:
- Wolfgang Amadeus Mozart – Alcandro, lo confesso … Non sò d’onde viene, K294
- Gustav Mahler – 4. Sinfonie, 1. Satz: Bedächtig. Nicht eilen; Von der Jugend (aus Das Lied von der Erde); Um Mitternacht (aus Rückert-Lieder, Nr. 4)
- Robert Schumann – Widmung (aus Myrthen, Nr. 1); Stille Tränen (aus 12 Gedichte, Nr. 8)
- Vincenzo Bellini – Sorgio, o padre; A tanto duol (beide aus Bianca e Fernando)
- Jacques Offenbach – Legende de Kleinzach (aus Hoffmanns Erzählungen)
- Giacomo Puccini – Tosca
- Franz Schubert – An die Musik
- Hugo Wolf – Wohl denk’ ich oft (aus 3 Gedichte von Michelangelo Nr. 1)
- Giuseppe Verdi – Follie! … Sempre libera (aus La Traviata)

Zudem ist David Millers Stück Waltz zu hören.

## Kritik
Für den film-dienst war Maestro ein „[ü]berwiegend fiktives Musik- und Künstlerdrama mit reizvollen Andeutungen und vergleichenden Bezügen zu Leben und Werk Mozarts und berühmten Kompositionen anderer Lieddichter.“ „Optisch und musikalisch eine Pracht“, befand Cinema. „Der Film erzählt die Geschichte in schwelgerischen Molltönen und ist […] selbst ein Musikstück geworden: ein musikalisches Leinwand-Opus für Stimmen-Liebhaber“, schrieben die Nürnberger Nachrichten. Die Frankfurter Rundschau lobte Maestro als „verschwenderisch ausgestatteten, phantastisch ins Bild gesetzten Musikfilm“.

## Auszeichnungen
Maestro wurde als belgischer Beitrag 1989 für einen Oscar in der Kategorie Bester fremdsprachiger Film nominiert. Im Jahr 1990 erhielt der Film eine Nominierung für einen Cóndor de Plata der Asociación de Cronistas Cinematográficos de la Argentina als Bester ausländischer Film.